# Lionel Corporation

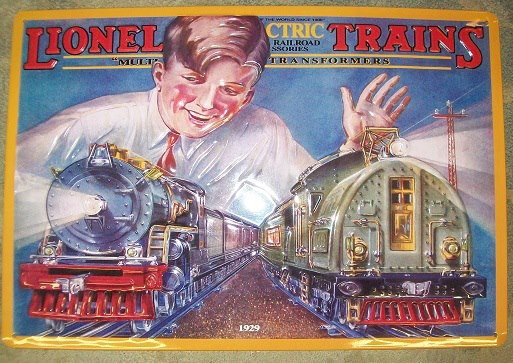
Werbung aus dem Jahr 1929

Die Lionel Corporation war ein amerikanischer Spielzeughersteller, hauptsächlich von elektrischen Modelleisenbahnen. Ein Markenzeichen war: The Electric Express.

## Geschichte
Joshua Lionel Cowen, 1877 geborener Sohn einer Einwandererfamilie, gründete das Unternehmen im Jahr 1900. Es war eine Zeit, als die Eisenbahn in den USA sich im Aufschwung befand und Cowen beschloss, Spielzeugeisenbahnen zu bauen. In den folgenden Jahrzehnten blühte das Geschäft auf. Einen Höhepunkt erreichte es in den 1950er-Jahren. Kurz zuvor, während des Zweiten Weltkriegs war das Unternehmen auf Kriegsproduktion umgestellt worden und fertigte die Morsetaste J‑38, die in großer Stückzahl von den US‑Streitkräften eingesetzt wurde.
In den folgenden Jahrzehnten begann – in etwa parallel zum Niedergang des (echten) Eisenbahnpersonenverkehrs in den USA – der langsame aber stetige Abstieg des Unternehmens. 1969 musste das Unternehmen schließlich Konkurs anmelden. Die Herstellung der Modelleisenbahnen wurde an den Lebensmittelkonzern General Mills verkauft, der auch die Markenrechte für den Modellbahnbereich erhielt. Heute werden durch das Unternehmen Lionel LLC weiterhin Modelleisenbahnen hergestellt bzw. in die Vereinigten Staaten importiert.
Die Lionel Corporation wurde zu einer auf Spielwarengeschäfte spezialisierten Holdinggesellschaft umgewandelt. In den frühen 1980er-Jahren betrieb Lionel rund 150 Geschäfte, unter Namen wie Toy City, Lionel Kiddie City, Lionel Playworld, Lionel Toy Warehouse und Lionel Toy Town. Zeitweise war es die zweitgrößte Spielwarenkette in den USA, geriet dann aber während der Rezession Anfang der 1980er-Jahre in finanzielle Schwierigkeiten und meldete im Februar 1982 Insolvenz an. Nach einer Verkleinerung auf 55 Filialen kam das Unternehmen im September 1985 aus der Insolvenz hervor. Im Jahr 1993 schließlich begann man alle Filialen zu liquidieren und das Geschäft aufzugeben. Das Eigentum am Markennamen „Lionel Trains“ erwarb Richard P. Kughn, der 1986 Lionel Trains Inc (LTI, ab 1995 Lionel LLC), gegründet hatte.